# Bendita calamidad (película)
Bendita calamidad es una película de comedia dirigida, guionizada, producida y montada por Gaizka Urresti y que se basa en la novela homónima de Miguel Mena. Fue estrenada en Aragón en 2015 y en el resto de España en 2016.

## Argumento
Año 2015. Los hermanos Anselmo y Ricardo Fayos (Jorge Asín y Nacho Rubio, respectivamente), dos hosteleros en graves apuros económicos y espoleados por el abogado Antonio Oreste (Enrique Villén), intentan el secuestro exprés del rico constructor Rafael Rodríguez Lacarra (Carlos Sobera) durante la celebración del Cipotegato en Tarazona, pero acaban llevándose por error al obispo de la localidad, don Ramiro (Luis Varela), y huyen con él por el Moncayo.
Por otro lado, la periodista Laura Sobrarbe (Carmen Barrantes) y el jefe de policía Isidro Justino Aranda (Juan Muñoz) investigan los supuestos negocios ilegales del mencionado Lacarra y sus socios Caín (Gorka Aguinagalde) y Trabuco (Juan Anillo).

## Equipo

### Reparto
- Jorge Asín como Anselmo Fayos
- Nacho Rubio como Ricardo Fayos
- Luis Varela como Don Ramiro, obispo de Tarazona
- Carmen Barrantes como Laura Sobrarbe
- Carlos Sobera como Rafael Rodríguez Lacarra
- Enrique Villén como Antonio Oreste
- Juan Muñoz como Isidro Justino Aranda, jefe de policía
- Gorka Aguinagalde como Caín, socio de Lacarra
- Juan Anillo como Trabuco, socio de Lacarra
- Alfonso Palomares como José «Pepe», operador de cámara
- Alfonso Pablo Urbano como Don Modesto, jefe de redacción de Aragón Televisión
- Luis Rabanaque como Don Francisco «Paco», alcalde de Tarazona
- Marisol Aznar como Monitora de campamento embarazada
- Pablo Lagartos como Pastor de ovejas
- Francisco Fraguas como Traficante de drogas (1)
- Jaime García Machín como Traficante de drogas (2)
- Chavi Bruna como Julián, agente de policía (1)
- Ibán Nabal como Agente de policía (2)
- Laura Gómez-Lacueva como Agente de la Guardia Civil (1)
- Miguel Mena como Agente de la Guardia Civil (2; cameo)
- Luis Alegre como Concejal de Tarazona (cameo)
- Sergio Melendo como Él mismo, presentador de Aragón Noticias (cameo)
- Gaizka Urresti como Él mismo (cameo)

### Dirección y guion
- Gaizka Urresti

### Producción
- Gaizka Urresti
- Silvia Gómez (directora)
- Iván Miñambres (asociado de Uniko)
- Raúl García Medrano (asociado de REC Films)

### Fotografía
- Pepe Añón (director)
- Iñaki Aláez

### Música
- Miguel Ángel Remiro
- Carmen París (canción Bendita calamidad)

### Vestuario y atrezzo
- Ana Nicolás (directora)
- Ana San Agustín

### Maquillaje y peluquería
- Virginia Maza

### Sonido directo y postproducción
- Sergio López Eraña

### Montaje
- Gaizka Urresti
- Íñigo Gómez

### Gráfica
- Andrés Cisneros

### Efectos visuales
- Gregory Brossard Nyumad (Rush Visual FX)
- Paul Lacruz (Rush Visual FX)

### Ilustración
- Juanfer Briones

### Prensa
- Ideas a Mares

### Comunicación
- Soluciones Comunicativas

### Colaboración (micromecenazgo)
| - Denominación de Origen Cariñena - Casa Bullibardo, S.L.U. - Rodila Plus Zaragoza, S.L. - CPA Salduie - Monegrinos Amigos del Séptimo Arte - Familia Yarza-Beltrán - Jorge Madrazo González - Luz Gabás - Javier Puyuelo Arilla - Elisa San Emeterio - María Carmen Zorraquín Velázquez - Teresa Zorraquín Velázquez - Antonio Zorraquín Velázquez - Tomás Serrano - Manuel Olalla - Rosana Bellosta - Juana Abadía Mainer - Francisco Javier Lázaro Ayuso - Gregorio Fernando Rodríguez Gómez - Lourdes Ferrero Martín - Óscar Idoype Hernando - Lourdes Liñán Torrubia - María del Mar Bertol Deito - María Pilar Miguel Laínez - David Marco Ibáñez - Julio Murillo Miranda - Victoria González Cuartero - Rosario Llert Castro - Pedro José Múgica Arenal - Inmaculada Abenoza Anés - Manuel Allende Bandrés - Jorge Aparicio García - Manuel Aparicio Rodríguez - Ricardo Bazán Carramiñana - Ricardo Chusé Bazán Ródenas - Saray García Juan - Ángel Lapeña - Laura Sáenz Lafuente - Ángel Lamata Jiménez - Sofía Cortés - Rafael Bardají Pérez - Raúl Hue García - José María Barrueco Aguirre - Enrique Cano | - Eva María Ródenas Abadía - Fernando Pérez Ferrer - Teresa de San Lázaro Díez - Cristina Laborda Franca - Margarita Colomer Lansac - María del Carmen González Quílez - Francisco Andrés Gracia Gorría - Marta Cebollada Usón - Ana María Belío Gracia - Elena Rubio Viú - Ana Asensio Burriel - Juana María Carmona Celma - Julio Elcid Esparza - Ana María de la Rosa Bonafonte - Lorenzo Fernández Calvo - Adriana Arroyta - Fernando Sebastián - Sofía San Vicente Torrecilla - Tomás Seral Gavín - Lourdes Díez Barrio - Elena López Mateo - Manuel Serrano Lahoz - Pilar Rodríguez Calvo - María Alonso Esteban - José Ignacio Royo Blasco - María Pilar Berges Carbonell - Isabel García Forcada - Fernando Cabrejas Liso - Román Laínez Silvestre - María Pilar García García - Leonor Aguerri Martínez - Rebeca Remírez Moreno - Laura Corbeira Graell - Carmen Puértolas Delgado - Mila Molero Zafra - María Rosa Martínez Boned - Ana María García Múgica - Trinidad Ruiz Marcellán - Marcelo Reyes - María Inés Ramos Toral - Roberto Mielgo - Sonia Ruiz González - Jon Arias - José María Pemán Martínez | - Carmen Pemán - Ana Pemán - Ester Luño Bailera - Ana Isabel Beltrán Gómez - Julen Llanos - Patxi Santamaría - Alicia Bordetas Catalán - Rafael Lera García - Rafael Moreno Cabello - Inmaculada Sesma Morros - Manuel Ángel Durán Cid - Patricia García - Pablo Coscolín Laínez - Raquel Pescador Acero - Jesús García Usón - María Teresa Asín - Mercedes Tornos - Tatiana Gaspar Canales - María Ángeles Martínez - Rufo García García - Ana Jaén Julián - Joaquín Alós Rando - Darío Villagrasa Villagrasa - Ángel Pascual Gonzalo - Julián Ferrer Serrano - Carlos Gil - María Teresa Vílchez Lomas - Octavio Gómez Milián - Pedro Mancebo - Rosa Gracia Gavín - Isaías Chueca Oliveros - María Cruz López - Jesús López Cabeza - Alicia Comesaña Prol - Arturo Pellicer Cámara - Ana Belén García García - Guadalupe Zárate Díez - Miriam Ferrer Calvo - María Luisa García Medrano - Olga Ezquerra Aranda - Alba Zarzuela Lucea - José Luis García Gracia - Antonio Flores Latorre - Marta Lezcano Latorre - Guillermo Montañés Agudo |

### Tributo
- Álex Angulo (†) como Don Ramiro, obispo de Tarazona

## Desarrollo y producción

### Idea
El cineasta Gaizka Urresti tuvo la idea, en 2010, de rodar una película basada en el argumento de la exitosa novela Bendita calamidad. Miguel Mena, creador de la historia, aprobó el proyecto.

### Teaser
En agosto de 2011, Gaizka Urresti rodó un teaser para publicitar el proyecto y como paso previo a la realización de la película. Tuvo el siguiente reparto:
- Jorge Asín como Anselmo Fayos
- Nacho Rubio como Ricardo Fayos
- Iñaki Aláez como Don Ramiro, obispo de Tarazona
- Gaizka Urresti como Rafael Rodríguez Lacarra
- Jorge Usón como Antonio Oreste

### Financiación
Producida por Urresti Producciones, IMVAL, Uniko y REC Films, la película contó con el apoyo institucional del Ayuntamiento de Zaragoza, la Diputación Provincial de Zaragoza, la Corporación Aragonesa de Radio y Televisión y el Instituto de la Cinematografía y de las Artes Audiovisuales y también de varios inversores privados mediante micromecenazgo.

### Rodaje

#### Cronología
El rodaje de Bendita calamidad comenzó el 14 de julio de 2014.
El 20 de julio de 2014, 6 días después, el equipo de la película comunicó la suspensión del rodaje. El motivo fue el accidente de tráfico, ocurrido ese mismo día en la localidad riojana de Fuenmayor, que le costó la vida al actor Álex Angulo cuando se dirigía a Zaragoza para dormir y continuar con el rodaje al día siguiente.
En el homenaje tributado al querido y añorado actor erandioztarra en el Teatro Campos Elíseos de Bilbao, el 23 de julio de 2014, el director Gaizka Urresti anunció una posible reanudación del rodaje como tributo al difunto compañero de reparto. El anuncio definitivo se produjo el 30 de julio de 2014, donde también se especificó la incorporación de Luis Varela para relevar al fallecido Angulo.
El rodaje se reanudó el 4 de agosto de 2014 y finalizó cinco semanas después, el 5 de septiembre de 2014.

#### Lugares
Zaragoza, Tarazona, Cuarte de Huerva, Litago, Novallas, Añón de Moncayo, Vera de Moncayo, el monte La Diezma (Grisel) y el Parque natural del Moncayo son los escenarios de la película.

## Recepción

### Exhibición
El estreno oficial de Bendita calamidad fue el 30 de octubre de 2015 en Aragón y el 15 de enero de 2016 en el resto de España. Fuera de España, la película llegó a Argentina.
Llegó a un total de 82 localidades españolas (50 aragonesas, 13 andaluzas, 5 vascas, 3 castellano-manchegas, 2 madrileñas, 2 catalanas, 1 canaria, 1 navarra, 1 valenciana, 1 gallega, 1 riojana, 1 castellano-leonesa y 1 extremeña) y 1 argentina. 
| Presentaciones             |                                     |           |                      |                                                                               |
| Localidad                  | Demarcación administrativa superior | País      | Tipo de presentación | Fecha de presentación                                                         |
| Zaragoza (1)               | Aragón                              | España    | prestreno            | jueves, 29 de octubre de 2015                                                 |
| Zaragoza (2)               | Aragón                              | España    | estreno              | viernes, 30 de octubre de 2015 (fecha oficial de estreno en Aragón)           |
| Tarazona (1)               | Aragón                              | España    | estreno              | viernes, 30 de octubre de 2015 (fecha oficial de estreno en Aragón)           |
| Teruel                     | Aragón                              | España    | estreno              | sábado, 31 de octubre de 2015                                                 |
| Calatayud                  | Aragón                              | España    | estreno              | sábado, 31 de octubre de 2015                                                 |
| Utebo (1)                  | Aragón                              | España    | estreno              | sábado, 31 de octubre de 2015                                                 |
| Barbastro                  | Aragón                              | España    | estreno              | sábado, 31 de octubre de 2015                                                 |
| Borja (1)                  | Aragón                              | España    | estreno              | sábado, 31 de octubre de 2015                                                 |
| Fuentes de Ebro            | Aragón                              | España    | estreno              | domingo, 1 de noviembre de 2015                                               |
| Huesca                     | Aragón                              | España    | estreno              | viernes, 6 de noviembre de 2015                                               |
| Zuera                      | Aragón                              | España    | estreno              | viernes, 6 de noviembre de 2015                                               |
| Mequinenza                 | Aragón                              | España    | estreno              | viernes, 6 de noviembre de 2015                                               |
| Ejea de los Caballeros (1) | Aragón                              | España    | estreno              | sábado, 7 de noviembre de 2015                                                |
| Sabiñánigo                 | Aragón                              | España    | estreno              | sábado, 7 de noviembre de 2015                                                |
| Sariñena                   | Aragón                              | España    | estreno              | sábado, 7 de noviembre de 2015                                                |
| Caspe                      | Aragón                              | España    | estreno              | viernes, 13 de noviembre de 2015                                              |
| Tauste                     | Aragón                              | España    | estreno              | viernes, 13 de noviembre de 2015                                              |
| Boltaña                    | Aragón                              | España    | estreno              | viernes, 13 de noviembre de 2015                                              |
| Monzón                     | Aragón                              | España    | estreno              | sábado, 14 de noviembre de 2015                                               |
| Graus                      | Aragón                              | España    | estreno              | domingo, 15 de noviembre de 2015                                              |
| La Almunia de Doña Godina  | Aragón                              | España    | estreno              | jueves, 19 de noviembre de 2015                                               |
| Tamarite de Litera         | Aragón                              | España    | estreno              | sábado, 21 de noviembre de 2015                                               |
| Zaidín                     | Aragón                              | España    | estreno              | sábado, 21 de noviembre de 2015                                               |
| Mallén                     | Aragón                              | España    | estreno              | lunes, 23 de noviembre de 2015                                                |
| Daroca                     | Aragón                              | España    | estreno              | viernes, 11 de diciembre de 2015                                              |
| Calamocha                  | Aragón                              | España    | estreno              | viernes, 11 de diciembre de 2015                                              |
| Tarazona (2)               | Aragón                              | España    | reestreno            | viernes, 18 de diciembre de 2015                                              |
| Gallur                     | Aragón                              | España    | estreno              | sábado, 26 de diciembre de 2015                                               |
| Cuarte de Huerva           | Aragón                              | España    | estreno              | domingo, 27 de diciembre de 2015                                              |
| Ainzón                     | Aragón                              | España    | estreno              | sábado, 9 de enero de 2016                                                    |
| Portugalete (1)            | País Vasco                          | España    | prestreno            | miércoles, 13 de enero de 2016                                                |
| Portugalete (2)            | País Vasco                          | España    | estreno              | viernes, 15 de enero de 2016 (fecha oficial de estreno en el resto de España) |
| Bilbao                     | País Vasco                          | España    | estreno              | viernes, 15 de enero de 2016 (fecha oficial de estreno en el resto de España) |
| Baracaldo                  | País Vasco                          | España    | estreno              | viernes, 15 de enero de 2016 (fecha oficial de estreno en el resto de España) |
| Madrid (1)                 | Comunidad de Madrid                 | España    | estreno              | viernes, 15 de enero de 2016 (fecha oficial de estreno en el resto de España) |
| Alcalá de Henares          | Comunidad de Madrid                 | España    | estreno              | viernes, 15 de enero de 2016 (fecha oficial de estreno en el resto de España) |
| Las Palmas de Gran Canaria | Canarias                            | España    | estreno              | viernes, 15 de enero de 2016 (fecha oficial de estreno en el resto de España) |
| Pamplona                   | Comunidad Foral de Navarra          | España    | estreno              | viernes, 15 de enero de 2016 (fecha oficial de estreno en el resto de España) |
| Sevilla                    | Andalucía                           | España    | estreno              | viernes, 15 de enero de 2016 (fecha oficial de estreno en el resto de España) |
| Huelva                     | Andalucía                           | España    | estreno              | viernes, 15 de enero de 2016 (fecha oficial de estreno en el resto de España) |
| La Antilla                 | Andalucía                           | España    | estreno              | viernes, 15 de enero de 2016 (fecha oficial de estreno en el resto de España) |
| Cádiz                      | Andalucía                           | España    | estreno              | viernes, 15 de enero de 2016 (fecha oficial de estreno en el resto de España) |
| El Puerto de Santa María   | Andalucía                           | España    | estreno              | viernes, 15 de enero de 2016 (fecha oficial de estreno en el resto de España) |
| Los Barrios                | Andalucía                           | España    | estreno              | viernes, 15 de enero de 2016 (fecha oficial de estreno en el resto de España) |
| Marbella                   | Andalucía                           | España    | estreno              | viernes, 15 de enero de 2016 (fecha oficial de estreno en el resto de España) |
| Fuengirola                 | Andalucía                           | España    | estreno              | viernes, 15 de enero de 2016 (fecha oficial de estreno en el resto de España) |
| Córdoba                    | Andalucía                           | España    | estreno              | viernes, 15 de enero de 2016 (fecha oficial de estreno en el resto de España) |
| Cuenca                     | Castilla-La Mancha                  | España    | estreno              | viernes, 15 de enero de 2016 (fecha oficial de estreno en el resto de España) |
| Tomelloso                  | Castilla-La Mancha                  | España    | estreno              | viernes, 15 de enero de 2016 (fecha oficial de estreno en el resto de España) |
| Petrel                     | Comunidad Valenciana                | España    | estreno              | viernes, 15 de enero de 2016 (fecha oficial de estreno en el resto de España) |
| Ferrol                     | Galicia                             | España    | estreno              | viernes, 15 de enero de 2016 (fecha oficial de estreno en el resto de España) |
| Barcelona                  | Cataluña                            | España    | estreno              | viernes, 15 de enero de 2016 (fecha oficial de estreno en el resto de España) |
| Gerona                     | Cataluña                            | España    | estreno              | viernes, 15 de enero de 2016 (fecha oficial de estreno en el resto de España) |
| Calahorra                  | La Rioja                            | España    | estreno              | viernes, 15 de enero de 2016 (fecha oficial de estreno en el resto de España) |
| Valladolid                 | Castilla y León                     | España    | estreno              | viernes, 22 de enero de 2016                                                  |
| Ermua                      | País Vasco                          | España    | estreno              | viernes, 5 de febrero de 2016                                                 |
| Alcalá de Guadaíra         | Andalucía                           | España    | estreno              | viernes, 4 de marzo de 2016                                                   |
| Vélez-Málaga               | Andalucía                           | España    | estreno              | viernes, 4 de marzo de 2016                                                   |
| Jaén                       | Andalucía                           | España    | estreno              | sábado, 5 de marzo de 2016                                                    |
| Bujaraloz                  | Aragón                              | España    | estreno              | sábado, 12 de marzo de 2016                                                   |
| Lasarte-Oria               | País Vasco                          | España    | estreno              | sábado, 12 de marzo de 2016                                                   |
| Zaragoza (3)               | Aragón                              | España    | reestreno            | viernes, 8 de abril de 2016                                                   |
| Utrillas                   | Aragón                              | España    | estreno              | viernes, 1 de julio de 2016                                                   |
| Farlete                    | Aragón                              | España    | estreno              | sábado, 2 de julio de 2016                                                    |
| Calzada de Calatrava       | Castilla-La Mancha                  | España    | estreno              | martes, 12 de julio de 2016                                                   |
| Portugalete (3)            | País Vasco                          | España    | reestreno            | miércoles, 13 de julio de 2016                                                |
| Almudévar                  | Aragón                              | España    | estreno              | viernes, 15 de julio de 2016                                                  |
| Benasque                   | Aragón                              | España    | estreno              | viernes, 15 de julio de 2016                                                  |
| Murillo de Gállego         | Aragón                              | España    | estreno              | domingo, 17 de julio de 2016                                                  |
| Maella                     | Aragón                              | España    | estreno              | sábado, 23 de julio de 2016                                                   |
| Hervás                     | Extremadura                         | España    | estreno              | domingo, 24 de julio de 2016                                                  |
| Cantavieja                 | Aragón                              | España    | estreno              | lunes, 25 de julio de 2016                                                    |
| Villaricos                 | Andalucía                           | España    | estreno              | martes, 26 de julio de 2016                                                   |
| Illueca                    | Aragón                              | España    | estreno              | sábado, 30 de julio de 2016                                                   |
| Ejea de los Caballeros (2) | Aragón                              | España    | reestreno            | jueves, 4 de agosto de 2016                                                   |
| Borja (2)                  | Aragón                              | España    | reestreno            | viernes, 5 de agosto de 2016                                                  |
| Alhama de Aragón           | Aragón                              | España    | estreno              | sábado, 6 de agosto de 2016                                                   |
| Manzanera                  | Aragón                              | España    | estreno              | lunes, 8 de agosto de 2016                                                    |
| Estadilla                  | Aragón                              | España    | estreno              | lunes, 8 de agosto de 2016                                                    |
| Orés                       | Aragón                              | España    | estreno              | miércoles, 10 de agosto de 2016                                               |
| Alacón                     | Aragón                              | España    | estreno              | jueves, 11 de agosto de 2016                                                  |
| Trasmoz                    | Aragón                              | España    | estreno              | martes, 16 de agosto de 2016                                                  |
| Ayerbe                     | Aragón                              | España    | estreno              | viernes, 19 de agosto de 2016                                                 |
| Trasobares                 | Aragón                              | España    | estreno              | viernes, 19 de agosto de 2016                                                 |
| Jarque de Moncayo          | Aragón                              | España    | estreno              | viernes, 26 de agosto de 2016                                                 |
| Utebo (2)                  | Aragón                              | España    | reestreno            | sábado, 27 de agosto de 2016                                                  |
| Calanda                    | Aragón                              | España    | estreno              | viernes, 2 de septiembre de 2016                                              |
| Hecho                      | Aragón                              | España    | estreno              | domingo, 30 de octubre de 2016                                                |
| La Puebla de Híjar         | Aragón                              | España    | estreno              | lunes, 5 de diciembre de 2016                                                 |
| Madrid (2)                 | Comunidad de Madrid                 | España    | reestreno            | domingo, 26 de febrero de 2017                                                |
| Pinamar                    | Buenos Aires                        | Argentina | estreno              | jueves, 16 de marzo de 2017                                                   |
| Calatorao                  | Aragón                              | España    | estreno              | viernes, 7 de septiembre de 2018                                              |

Fuentes: página web oficial de la película (www.benditacalamidad.com), cuenta oficial de Facebook de la película () e Ideas a Mares ( Archivado el 11 de octubre de 2016 en Wayback Machine.).

### Taquilla
La película tuvo una buena acogida en los cines aragoneses. En su primera semana, la película fue vista por 6 506 espectadores y recaudó 35 705 euros; también se situó líder en el ranking de promedio por pantalla de la cartelera a nivel nacional. En su segunda semana, las cifras se elevaron a 23 000 espectadores y 107 391 euros recaudados; además, fueron anunciadas sus candidaturas al Premio Certamen Nacional de Largometrajes «Ópera Prima» y a 22 nominaciones en los Premios Goya. En su tercera semana siguió aumentando las cifras con 27 000 espectadores y 130 000 euros recaudados y seguía primero en el mencionado ranking de promedio por pantalla. En su séptima semana, las cifras subieron a 35 000 espectadores y 169 004 euros recaudados. En su undécima semana, las cifras eran de unos 36 678 espectadores y 180 808 euros recaudados.
En total, su audiencia fue de 40 411 espectadores y su recaudación fue de 202 520 euros.

### Crítica
Bendita calamidad obtuvo puntuaciones de 5 sobre 10 en Internet Movie Database y 4,6 sobre 10 en FilmAffinity.

### Televisión y vídeo bajo demanda
| Emisiones                                    |             |                                |           |
| Canal o plataforma                           | Propietario | Fecha de emisión               | Audiencia |
| Movistar Estrenos (Movistar+)                | Telefónica  | lunes, 22 de agosto de 2016    | ¿?        |
| Aragón TV                                    | CARTV       | sábado, 14 de octubre de 2017  | ¿?        |
| Paramount Channel (actual Paramount Network) | ViacomCBS   | sábado, 3 de febrero de 2018   | ¿?        |
| Prime Video                                  | Amazon      | miércoles, 22 de abril de 2020 | ¿?        |

Fuentes: cuenta oficial de Facebook de la película (), Aragón TV () y El Punt Avui ().

### DVD

#### Publicación y promoción
El jueves, 2 de marzo de 2017 fue publicado el DVD de la película en Aragón. Contó con los siguientes puntos de venta:
- En Zaragoza:
  - Media Markt del Centro Comercial GranCasa.
  - Fnac de la Plaza de España.
  - Librería Antígona.
  - Cálamo.
  - Vivalibros (Librería París).
  - Los Portadores de Sueños.
  - Librería General.
  - El Armadillo Ilustrado.
  - Linacero Discos & Café.
- En Teruel:
  - Librería Senda Perruca.
- En Huesca:
  - Librería Anónima.
- En Barbastro:
  - Librería Castillón.
- Para el resto de localidades, la venta es a través de Amazon.

El DVD fue promocionado con presentaciones en Zaragoza, en el Media Markt el sábado 4 de marzo de 2017 y en la Fnac el jueves 9 de marzo de 2017, con la participación de Gaizka Urresti (ambas), Jorge Asín (1.ª) y Miguel Mena (2.ª).

#### Contenido y precio
Además de la propia película y el material extra derivado de la misma, también incluye los cortos Un dios que ya no ampara (Gaizka Urresti, 2010), Abstenerse agencias (Gaizka Urresti, 2011) y El trastero (Gaizka Urresti, 2016). Su precio de salida fue de 14,95 €.

## Premios y nominaciones
| Premio                                                       | Categoría                                                    | Receptor(es)                                                 | Resultado |
| ------------------------------------------------------------ | ------------------------------------------------------------ | ------------------------------------------------------------ | --------- |
| Premio Certamen Nacional de Largometrajes «Ópera Prima» 2015 | Premio Certamen Nacional de Largometrajes «Ópera Prima» 2015 | Premio Certamen Nacional de Largometrajes «Ópera Prima» 2015 | Ganadora  |
| Premios Simón del Cine Aragonés 2015                         | Mejor largometraje de ficción                                | Mejor largometraje de ficción                                | Nominada  |
| Premios Simón del Cine Aragonés 2015                         | Mejor dirección artística                                    | Ana Nicolás                                                  | Nominada  |

### Candidaturas
Bendita calamidad fue candidata a 1 nominación en los Premios Feroz 2015 y a 22 nominaciones en los Premios Goya 2015, pero finalmente no obtuvo ninguna.